# Olivera Marković
Olivera Marković (nombre de soltera, Đorđević; en serbio, Оливера Марковић; 3 de mayo de 1925 – 2 de julio de 2011) fue una actriz serbia. Apareció en 170 películas y shows de televisión entre 1946 y 2005. Ganó el Golden Arena a la mejor actriz en 1964 por su trabajo en Službeni položaj.
Olivera se casó en dos ocasiones. Su primer matrimonio fue con Rade Marković en 1945 y se divorciaron en 1964 después de 19 años de relación. Tuvieron un hijo (el que posteriormente sería el director de cine Goran Marković). Su segundo matrimonio fue con  Dušan Bulajić y estuvieron unidos hasta la muerte de éste en 1995.